# Lukoil
LUKojl (russisk: ЛУКойл, tr. LUKojl) er et russisk olieselskab, som er Ruslands næststørste virksomhed og landets største olieproducent. Selskabets hovedkontor ligger i Moskva. I 2006 producerede LUKojl 95,2 millioner ton olie, selskabet havde 150.00 ansatte, omsætningen var på 67,7 milliarder USD, som gav et overskud på 10,5 millioner USD.
LUKojl blev dannet i 1991 ved en fusion af de tre selskaber Langepasneftegaz, Uraineftegaz og Kogalymneftegaz, og navnet LUKojl er dannet af forbakstaverne af de tidligere selskaber.
LUKojl er verdens næststørste børsnoteret olieselskab (efter ExxonMobil) regnet efter oliereserver (ca. 20 milliarder fad svarende til 1,3% af verdens oliereserver). Selskabet har virksomheder over hele verden. Det driver otte olieraffinaderier, benzinstationer i Rusland, Østeuropa og USA, og olieledninger og olieproduktion i Rusland og ti andre lande (2008).
LUKojl Denmark A/S havde en afdeling i København fra 1996 til 1999.